# Cisitalia

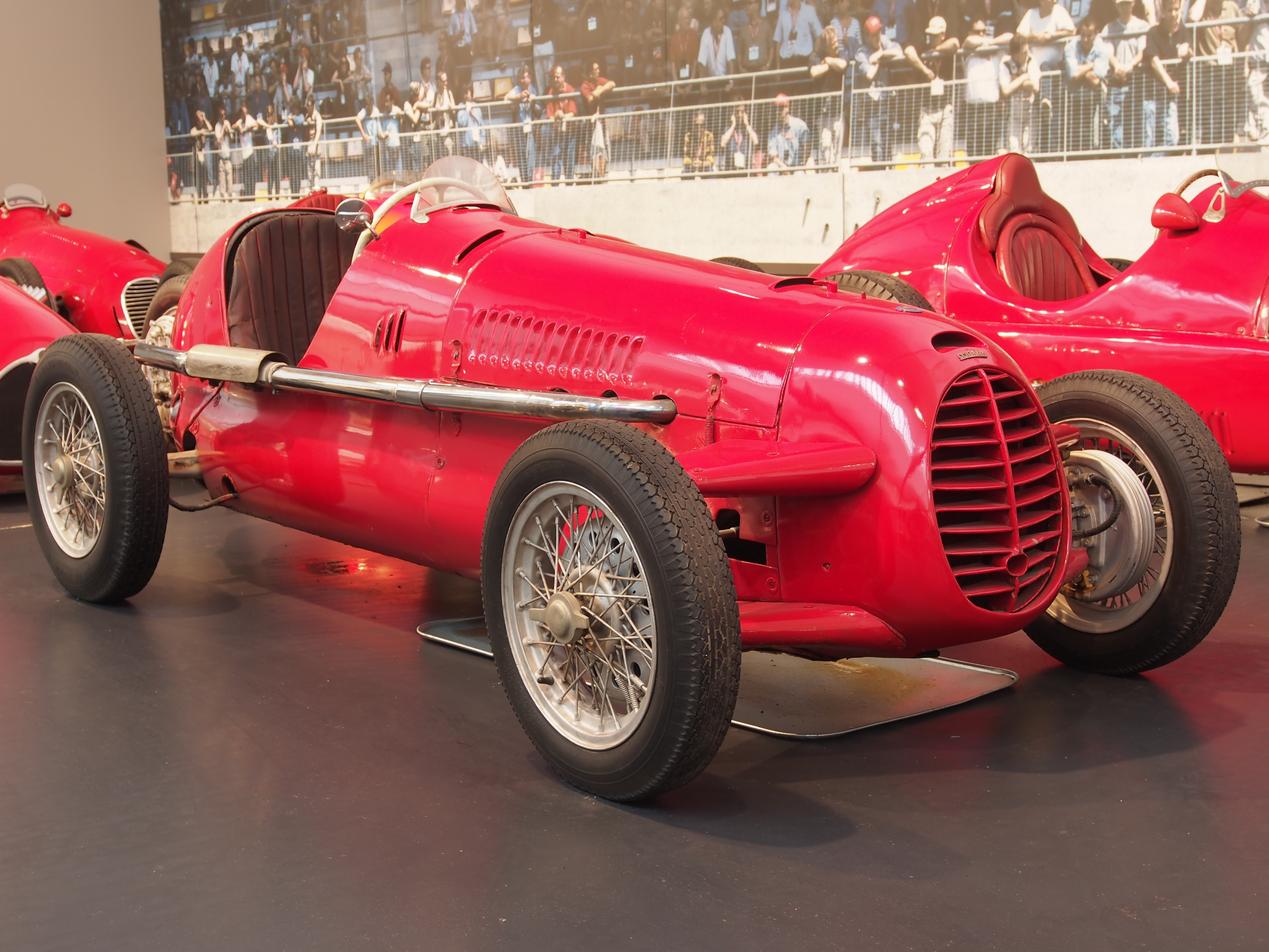
Cisitalia D46

Cisitalia, acronyme de Compagnia Industriale Sportiva Italia, était un constructeur automobile italien créé le 8 mars 1946 à Turin par Piero Dusio et Piero Taruffi.

## Histoire
Avant la Seconde guerre mondiale, Piero Dusio (1899-1975) était un footballeur professionnel de la Juventus de Turin durant les saisons 1921-1922. Sa carrière s'interrompt à la suite d'une grave blessure au genou. Il devient représentant d'une entreprise textile avant de créer sa propre entreprise et crée la première toile cirée d'Italie. En 1932, il devient fabricant officiel des uniformes des armées de Mussolini et gagne beaucoup d'argent. Passionné de voitures, en 1929 il achète sa première Maserati et participe à des courses nationales italiennes. En 1937, il termine 6e du Grand Prix d'Italie et remporte une victoire de catégorie aux Mille Miglia au volant d'une FIAT 500 SIATA Grand Sport. En 1938, il fonde sa propre écurie, la "Scuderia Torino". Devenu un homme d'affaires éprouvé, il construit sa première voiture de sport en 1939, mais la guerre l'empêche d'en lancer la production. Dès la fin du conflit, 
Le premier modèle de la marque a été la monoplace Cisitalia D46 de 1946, conçue par les jeunes ingénieurs Dante Giacosa et Giovanni Savonuzzi. La voiture était équipée du moteur Fiat 4 cylindres type 108C de la Fiat 1100 porté de 32 à 60 CV. Le lancement de la D46 se fera à l'occasion de la « Coupe Brezzi » sur le circuit du Valentino, à Turin, le 3 septembre 1946. Sept voitures furent alignées par le nouveau constructeur turinois, avec comme pilotes Piero Dusio, Tazio Nuvolari, Raymond Sommer, Louis Chiron, Piero Taruffi, Franco Cortese et Clemente Biondetti. Dusio remporta la course mais Nuvolari sera remarqué parce qu'il passa la ligne d'arrivée avec le volant détaché de la colonne de direction.
Grâce aux succès répétés de la D46, Dusio commença à réfléchir à une nouvelle voiture, ce sera la Cisitalia 202 qui verra le jour en 1947. Cette voiture, une petite voiture Grand Tourisme, dessinée par le maître carrossier Pininfarina, sera également le fruit de l'ingénieur Dante Giacosa. Cette voiture marquera son époque par sa conception innovante et très moderne, au point qu'un exemplaire de la Cisitalia 202 sera exposé en permanence au Museum of Modern Art de New York avec comme légende « sculpture en mouvement »,.
La consécration de Cisitalia arriva avec la fameuse course Mille Miglia. À la reprise des compétitions sportives et des courses automobiles en 1947, après la Seconde Guerre mondiale, pas moins de 151 voitures étaient alignées au départ de cette illustre épreuve des Mille Miglia « Freccia Rossa ». À l'exception des Ferrari 125 S, Maserati A6 GCS et des Cisitalia 202, les autres voitures en compétition étaient essentiellement des voitures datant d'avant la guerre et actualisées. Les Cisitalia n'étaient pas les favorites de la course mais elles profitèrent des abandons des favoris pour porter Tazio Nuvolari en tête de la course. À partir d'Asti, l'Alfa Romeo 8C de Biondetti lui tiendra tête. Grâce à son moteur plus puissant, il arriva à Brescia avec 16 minutes d'avance mais ce sera quand même Nuvolari au volant de la Cisitalia qui remporta la victoire.

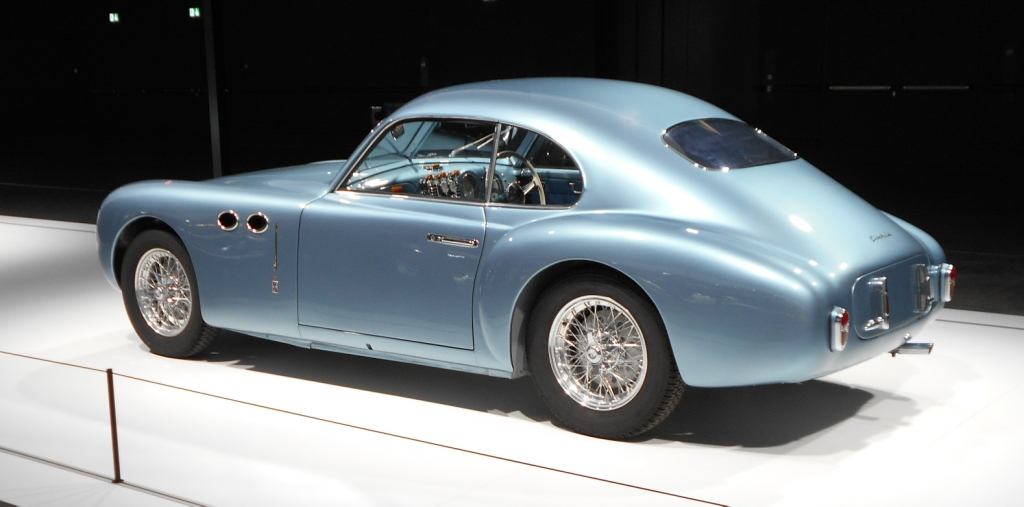
Cisitalia 202 coupé

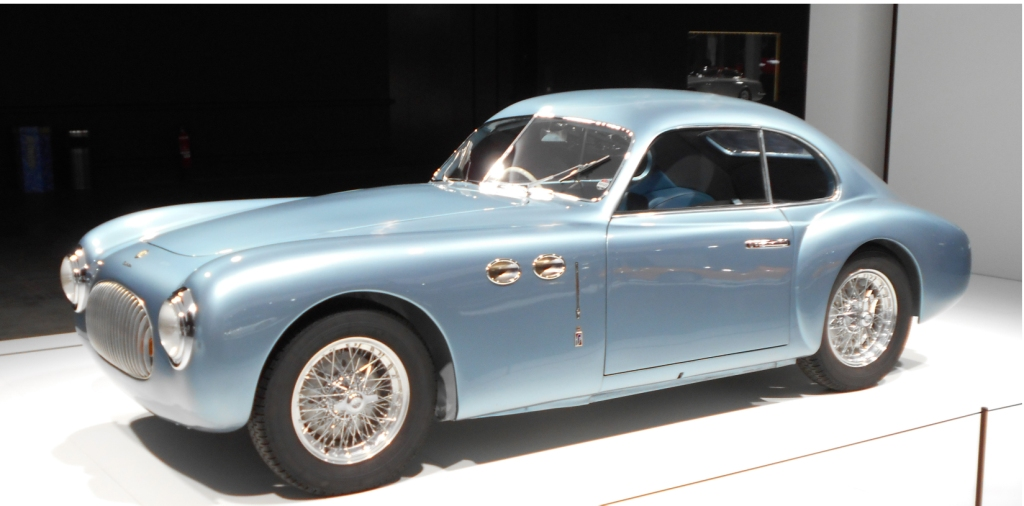
Cisitalia 202 coupé

En 1947, Piero Dusio et Ferdinand Anton Ernst Porsche (Ferry) nouèrent des liens très étroits, d'un point de vue technique mais surtout humain à tel point que ce sera Piero Dusio qui versera une très importante rançon (1 million de francs) pour la libération de son père Ferdinand Porsche et de Anton Piëch, détenus comme prisonniers de guerre en France. En reconnaissance, Ferry Porsche étudia, pour Dusio, une voiture de Grand Prix qui puisse remettre en question la supériorité écrasante de l'Alfa Romeo 158. La nouvelle voiture, baptisée Cisitalia 360, était équipée d'un moteur 12 cylindres boxer suralimenté de 1.500 cm3, monté à l'arrière, développant 500 ch au banc. Elle disposait de la traction intégrale et s'inspirait de l'Auto Union « Grand Prix » des années 1930. la voiture fut produite et mise au point par une équipe de techniciens comprenant Rudolf Hruska, Giovanni Savonuzzi et Carlo Abarth dans les ateliers turinois de Cisitalia.
Un peu en raison de la très forte somme d'argent déboursée par la société pour la libération de Ferdinand Porsche et les coûts importants consacrés à la réalisation et au développement des nouveaux prototypes, la société Cisitalia va connaître des problèmes financiers, une crise rendue encore plus sévère à la suite de la baisse des ventes de la 202. Le constructeur est mis sous contrôle judiciaire en 1949 et contraint, l'année suivante, d'accepter un concordat.

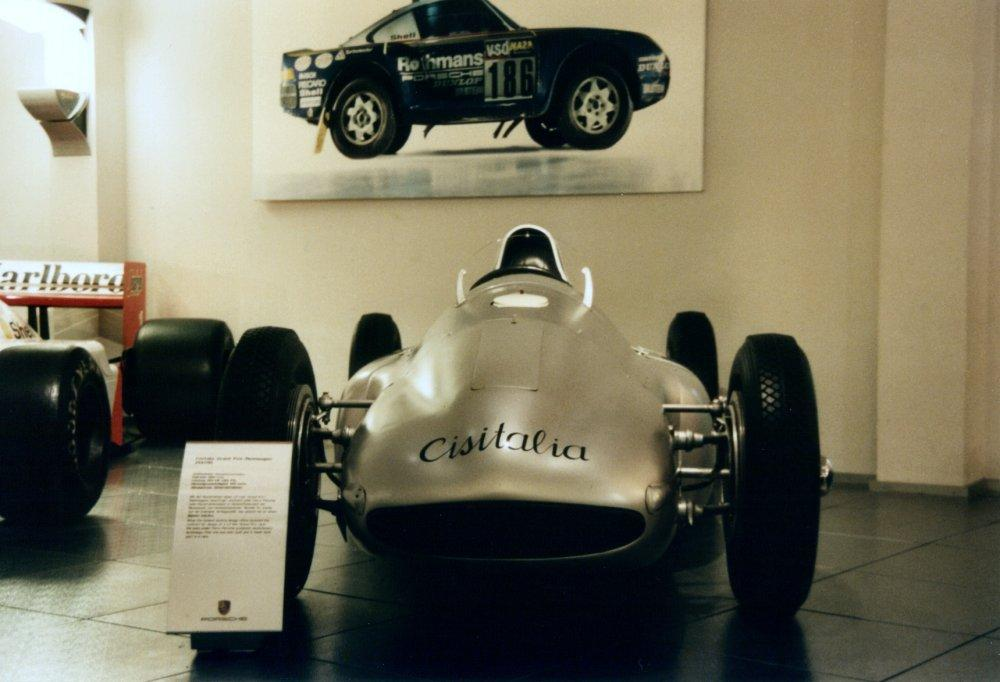
La « Cisitalia 360 » au Musée Porsche de Stuttgart

Dusio réussit tant bien que mal à sauver le projet de la nouvelle "360" et, courtisé par le gouvernement argentin qui voulait se libérer des produits américains importés et lancer sa propre industrie automobile, s'installe en Argentine et crée la Société d'Exploitation Cisitalia, contrôlée par ses créditeurs, mais dans laquelle Dusio restera actionnaire. Cette nouvelle entité poursuivra la production de la 202 localement, sans grand succès. Ferry Porsche considéra qu'il avait toujours une énorme dette envers Dusio pour la générosité qu'il avait montrée à son égard. En 1953 il fait ajouter au nom de son nouveau modèle Porsche 550 l'appellation Spyder, en hommage à Dusio qui avait, le premier au monde, utilisé ce terme pour la Cisitalia 202 Spyder Mille Miglia.

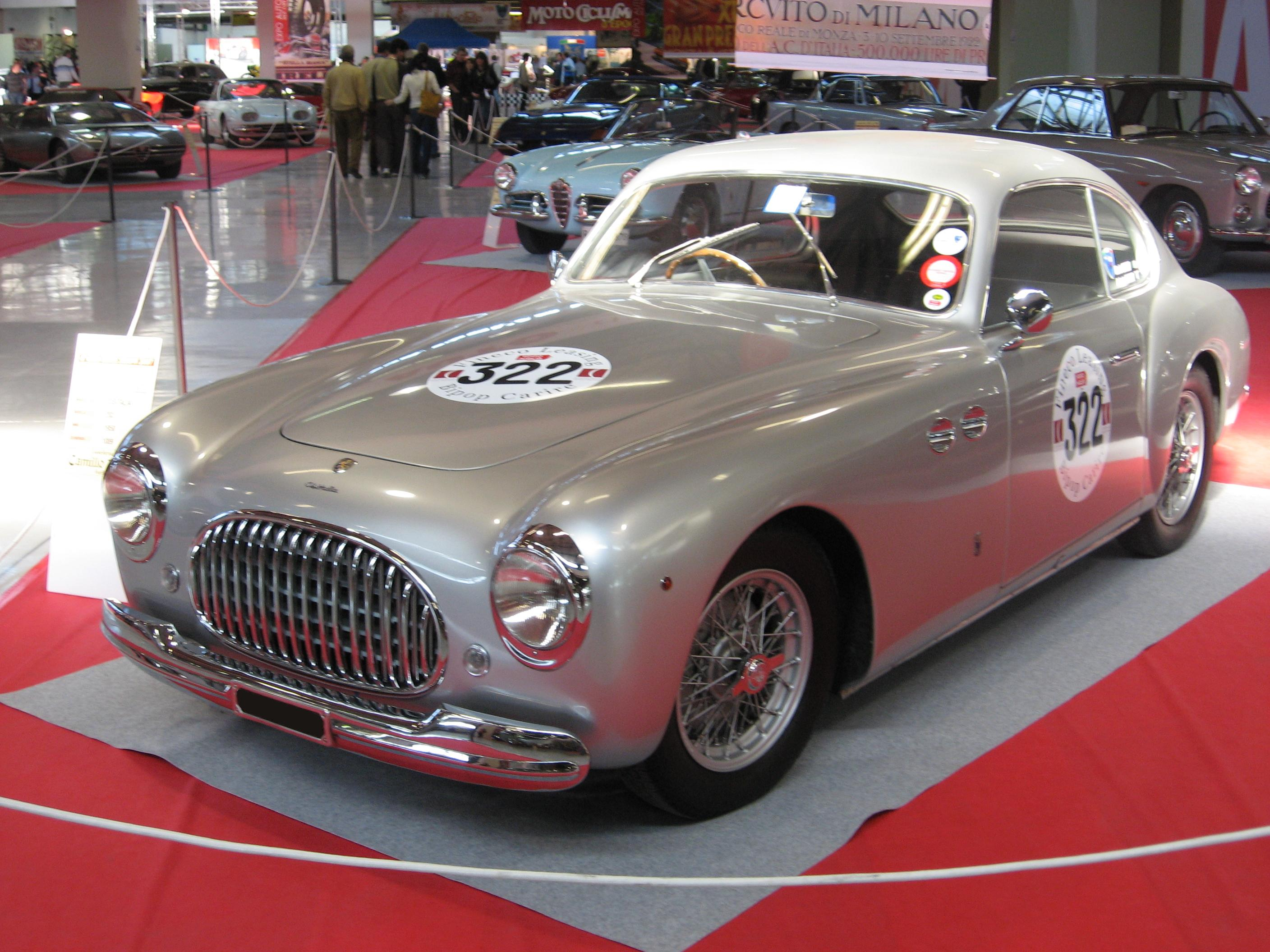
Cisitalia 202

La dernière occasion de relancer l'entreprise se présenta en 1952, lorsqu'un accord avec un constructeur italien de moteurs marins, B.P.M., fournira un moteur de 2,8 litres. Monté sur une « 202 », la voiture participa à la course des Mille Miglia de cette année-là, avec Dusio comme pilote, qui dut abandonner alors qu'il occupait une excellente position, à cause d'une panne d'embrayage.
En 1953, Dusio se retira définitivement de l'entreprise qu'il avait créée. La société se transforma en « Cisitalia Autocostruzioni », dont l'activité se réduira à la transformation de voitures de série. L'activité de Cisitalia cessera définitivement en 1963. Le dernier modèle fabriqué, la Cisitalia 750 GT, était un dérivé de la Fiat 600.

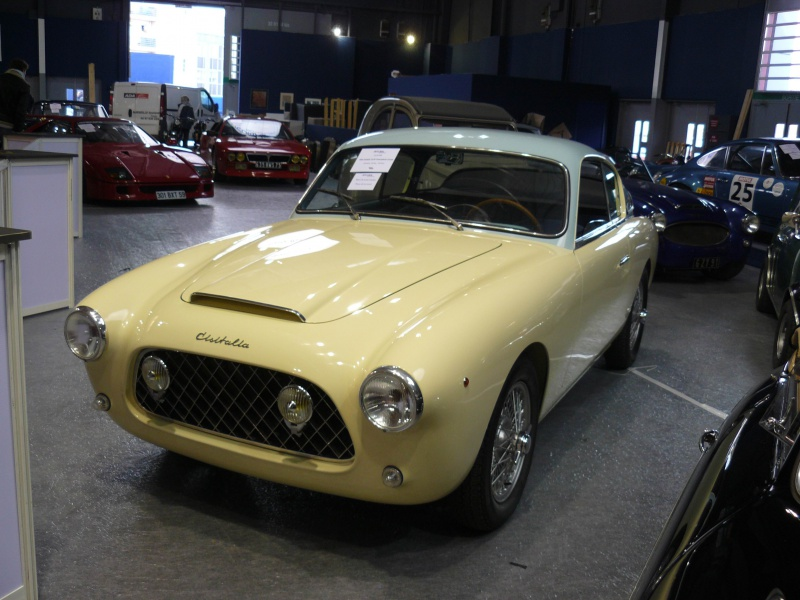
Cisitalia 33 DF Voloradente de 1953